# Kemmuna
Kemmuna (angleško in italijansko Comino) je tretji največji otok Malteškega otočja in najmanjši, ki ima stalne prebivalce. Leži v Sredozemskem morju med večjima otokoma Malta in Għawdex (Gozo), pod katerega spada v upravnem smislu.
Imenuje se najverjetneje po kumini, ki je nekoč v izobilju rasla na otoku. Po alternativni etimologiji ime izhaja iz arabske besede kimeni (»sosednji«) po svoji legi med glavnima otokoma.
Otok večinoma prerašča sklerofilno grmičevje. Na njem ni avtomobilov ali urbanih območij, ima pa nekaj plaž, priljubljenih med turisti. Število stalnih prebivalcev se je v letih 2017–2020 zmanjšalo s 4 na 2; oskrbujeta ju duhovnik in policist, ki prihajata z Għawdexa. Kemmuna ima status pomembnega območja za ptice in ptičjega rezervata.

## Zgodovina
V obdobju starega Rima so Kemmuno naseljevali poljedelci, dolga obdobja v zgodovini pa je bil le redko poseljen, v zasebni lasti ali pa popolnoma zapuščen. Jame in votline v obalnih pečinah so v srednjem veku uporabljali pirati in razbojniki, ki so iz njih prežali na mimoidoče ladje. Konec 13. stoletja je na Kemmuni živel in pisal izobčeni judovski kabalist Abraham Abulafija.
Pozneje so otok uporabljali malteški vitezi za lov in rekreacijo. Do otoške divjadi so bili tako zaščitniški, da so divje lovce kaznovali tudi z večletnim suženjstvom na galeji. V 16. in 17. stoletju so na Kemmuno izganjali potepuške viteze. Viteze, obsojeni za manjše prestopke, je lahko doletelo samotno in nevarno služenje v otoškem obrambnem stolpu.
Med francosko okupacijo Malte je Kemmuna služila kot karantena, bolnišnica in pripor.
V 20. letih prejšnjega stoletja so najemniki otoka na njem ustanovili kmetijsko podjetje, ki je na Kemmuni pridelovalo zelenjavo, sadno drevje in celo polže, ki so jih izvažali v Italijo. Prebivalstvo otoka je na svojem višku konec 40. let štelo okoli 80 ljudi, vključno s priseljenci s Sicilije. Ljudje so se preživljali s kmetovanjem, ribolovom in lovom na ptice.
Leta 1960 je britanska kolonialna vlada namesto kmetijskemu podjetju otok za 150 let po neobičajno nizki najemnini 100 funtov na leto oddala kontroverznemu britanskemu nepremičninskemu magnatu Johnu Gaulu.

## Zgradbe
Najvidnejša stavba na otoku je stolp svete Marije, zgrajen leta 1618 za obrambo otoka in morskega preliva ter za komunikacijsko zvezo med Malto in Gozom. Med francoskim obleganjem Malte (1798–1800) je služil kot zapor za osumljene francoske vohune. Leta 1829 ga je britanska vojska zapustila. V uporabo je znova prišel za kratek čas med prvo in drugo svetovno vojno, med letoma 1982 in 2002 pa ga je kot opazovalnico uporabljala malteška vojska. Danes je v rokah neprofitne organizacije za ohranjanje kulturne dediščine Din l-Art Ħelwa, obnovljen in odprt za javnost.
Nedaleč od stolpa stojijo ostanki sto let mlajše baterije svete Marije. Viteški red je na otoku zgradil tudi kasarno, ki se je pozneje nekaj časa uporabljala kot bolnišnica in karantena.
Poleg tega so na otoku še rimskokatoliška kapela, policijska postaja in neobratujoč hotel.